# Partido Saladillo
Saladillo ist ein Partido im Zentrum der Provinz Buenos Aires in Argentinien. Laut einer Schätzung von 2019 hat der Partido 34.985 Einwohner auf 2.736 km². Der Verwaltungssitz ist die Ortschaft Saladillo. Der Partido wurde 1839 von der Provinzregierung geschaffen.

## Orte
Saladillo ist in 6 Ortschaften und Städte, sogenannte Localidades, unterteilt.
- Saladillo (Verwaltungssitz)
- Del Carril
- Polvaredas
- Cazón
- Álvarez de Toledo
- Juan José Blaquier